# Moritz Hacker

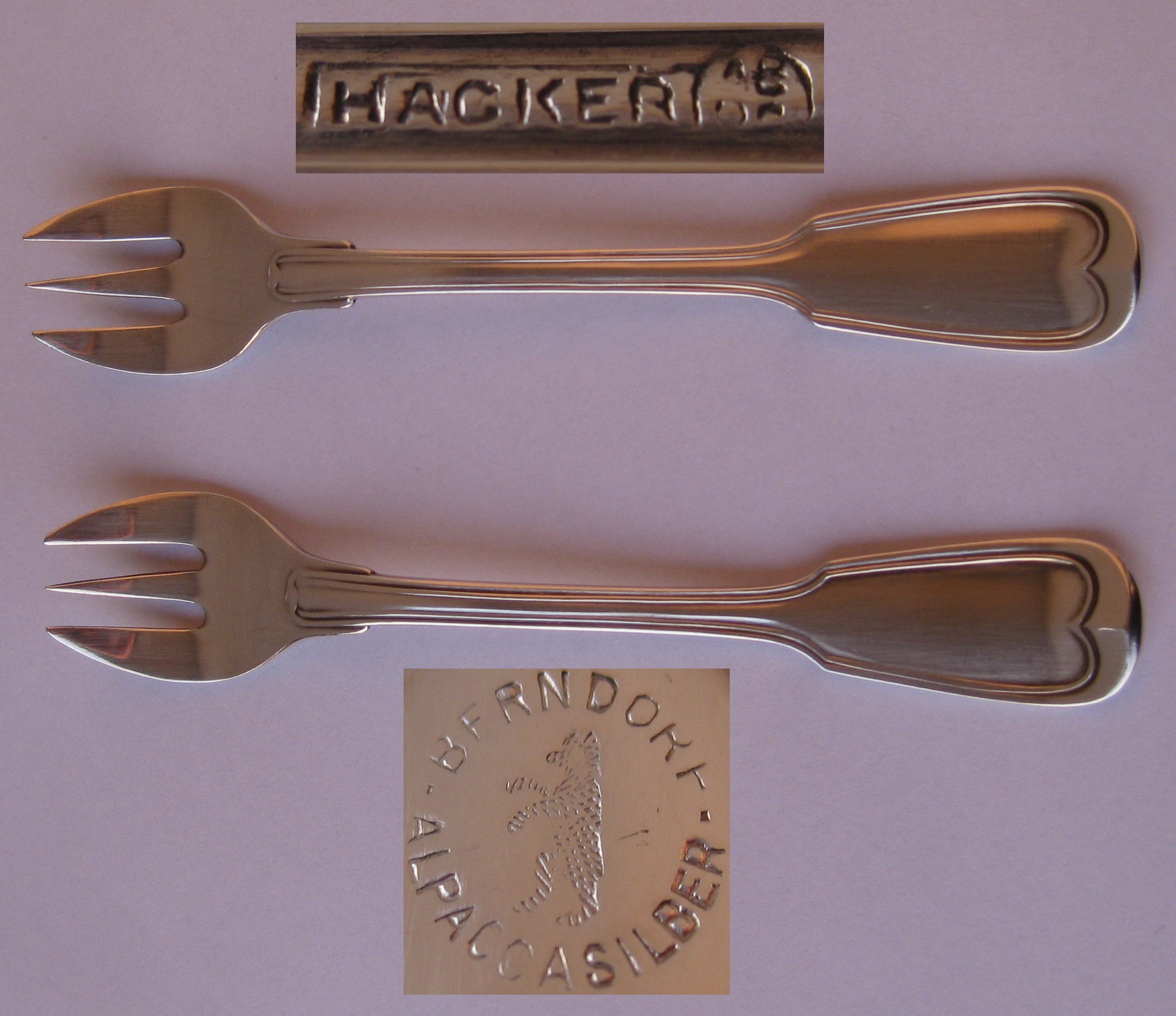
Vergleich von zwei Austerngabeln der Form „Augsburger Faden“; oben: Metallwarenfabrik Moritz Hacker; unten: Berndorfer Metallwarenfabrik.

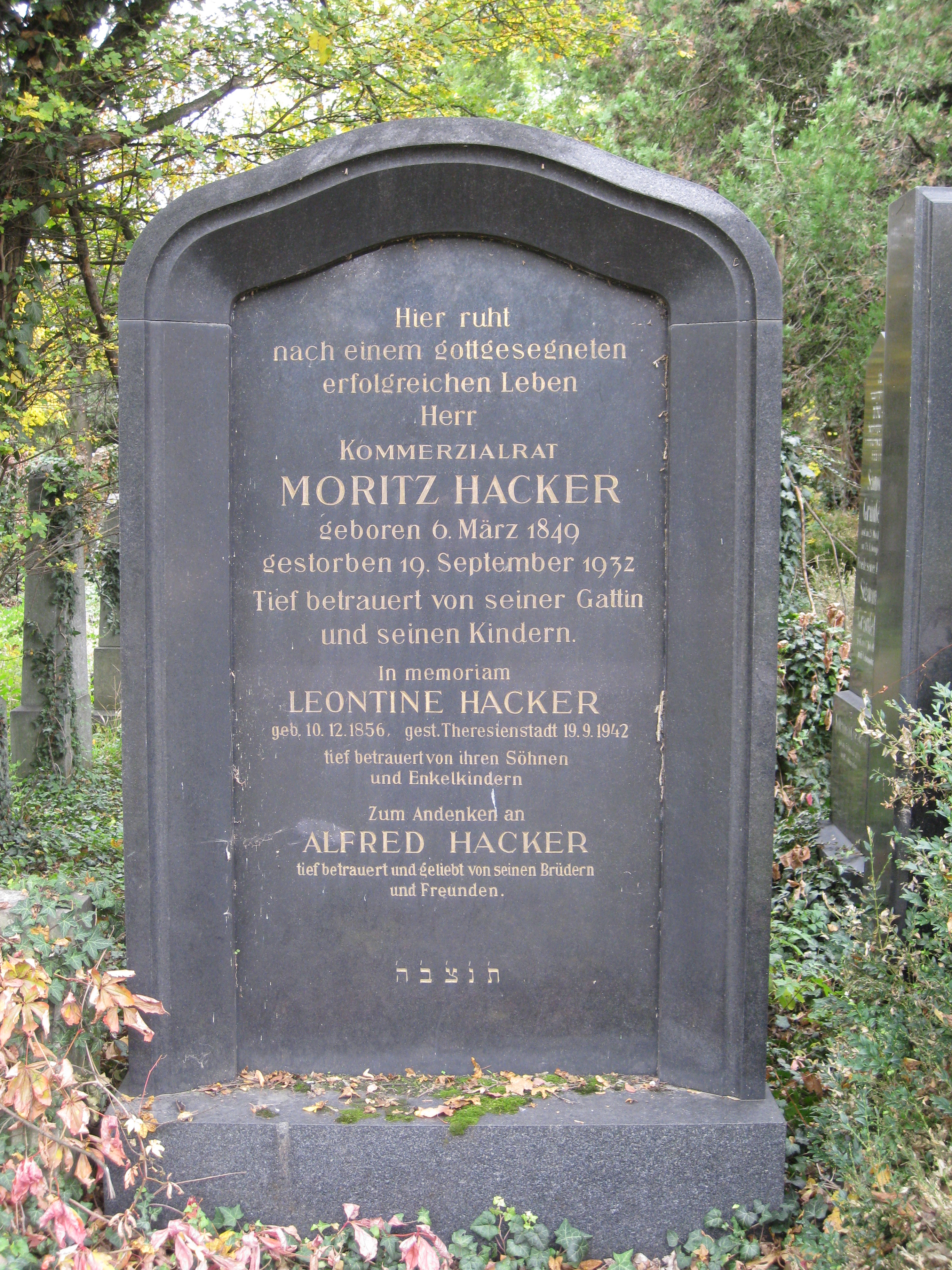
Grabstelle von Moritz Hacker am Wiener Zentralfriedhof Gruppe 50

Moritz Hacker war eine österreichische kunstgewerbliche Metallwarenfabrik mit Hauptsitz in Wien.

## Unternehmensgeschichte
Laut Eintrag im Wiener Handelsregister übernahm Moritz Hacker 1882 eine Wiener Niederlassung der Chinasilberwarenfabrik Conraetz. Die Fabrik befand sich am Phorusplatz 8, und in der Operngasse 2 wurde ein Verkaufsgeschäft eröffnet. In Budapest gründete Hacker im Jahr 1896 eine Zweigniederlassung (IV. Váczi ú. 36) und bereits ab 1901 lautete der Firmennamen „k. & k. Hof-Silber- und Chinasilberwarenfabrik Moritz Hacker“. 
Am 15. Jänner 1913 wurde die Firma in eine Offene Handelsgesellschaft umgewandelt und die Söhne Alfred, Cornel und Erwin traten als Gesellschafter in die Firma ein.
Vom 28. Juni 1938 bis zum 6. April 1939 wurde Leopold Hartl als kommissarischer Verwalter eingesetzt. Die OHG wurde am 18. April 1940 aufgelöst und die Firma ging auf Alwin Wagner über.
Ab 1945 wurde der Betrieb zuerst von Franz Chroust verwaltet und ab 1955 bis 1959 wurde die österreichische Vermögensschutzgesellschaft zum Verwalter bestellt, was letztlich am 18. April 1973 zur Löschung der Firma aus dem Handelsregister führte.
Über die Palette der hergestellten Metallwaren ist nicht viel bekannt. Jedoch sind die ausgeführten Jugendstil-Entwürfe, die immer wieder in Auktionen auftauchen, von ausgezeichneter Qualität. Von besonderer Bedeutung waren elektrische Beleuchtungskörper wie Tischlampen und Verbindungen aus versilbertem Metall mit Glas, Porzellan und Majolika.

## Teilnahme an Ausstellungen
- 1883: Ausstellung des Niederösterreichischen Gewerbevereins.

„…Die Firma Moritz Hacker exponierte einen figuralen Tafel-Aufsatz, ein Paar Armleuchter, eine Toilette-Garnitur, zwei vergoldete Credenz-Aufsätze u.s.w. …“ (Wochenschrift Gewerbeverein 1883)
- 1898: Ausstellung der „Abtheilung für Kleingewerbe“ des Niederösterreichischen Gewerbevereins.
- 1899: Ausstellung der „Abtheilung für Kleingewerbe“ des Niederösterreichischen Gewerbevereins.
- 1901: Ausstellung des Niederösterreichischen Gewerbevereins.

„Die k. und k. Hof-Silber- und Chinasilberwarenfabrik Moritz Hacker, IV. Phorusplatz 7, brachte eine Reihe schöner Gegenstände zur Ausstellung, welche nach der neuesten Technik des Formengusses erzeugt wurden….“ (Wochenschrift Gewerbeverein 1901) 
- 1909–1910 Österreichische Kunstgewerbeausstellung, Wien

## Familie Hacker
Moritz Hacker wurde am 6. März 1849 in Ungarn als Sohn jüdischer Eltern geboren. Am 28. April 1878 heiratete er Leontine Fischer (* 10. Dezember 1858) in Budapest. Aus der Ehe gingen drei Kinder hervor, Alfred Hacker, Erwin Hacker (* 28. Dezember 1884) und Cornel Hacker. Moritz Hacker starb am 19. September 1932 und wurde am 22. September am alten jüdischen Teil des Wiener Zentralfriedhofes Gruppe 50, Reihe 59, Nr. 23 beigesetzt. Seine Frau Leontine wurde von den Nationalsozialisten deportiert und starb 1942 im Konzentrationslager Theresienstadt.
Alfred Hacker wurde ebenfalls im KZ umgebracht. Seinen Brüdern Cornel und Erwin gelang die Flucht. Cornel Hacker ging mit seinen Söhnen Hans und Friedrich nach Kalifornien, Erwin Hacker nach Australien.